# Leisel Jones
Leisel Marie Jones (Katherine (Noordelijk Territorium), 30 augustus 1985) is een Australische oud-zwemster. Jones vertegenwoordigde haar vaderland op vier achtereenvolgende Olympische Zomerspelen, ze is de eerste Australische zwemster die deze prestatie wist te leveren.

## Carrière
Jones verbaasde vriend en vijand door zich in 2000 als veertienjarige zwemster te kwalificeren voor de Olympische Spelen in haar vaderland Australië. Amper vijftien jaar oud veroverde Lethal Leisel bij haar internationale debuut in Sydney de zilveren medaille op de 100 meter schoolslag, samen met Dyana Calub, Petria Thomas en Susie O'Neill sleepte ze de zilveren medaille in de wacht op de 4x100 meter wisselslag. Jones' progressie kwam voor een groot deel op naam van haar toenmalige coach Ken Wood.
Op de wereldkampioenschappen zwemmen 2001 in Fukuoka veroverde Jones de zilveren medaille op de 100 meter schoolslag en eindigde ze als vierde op de 200 meter schoolslag. Op de 4x100 meter wisselslag legde ze samen met Dyana Calub, Petria Thomas en Sarah Ryan beslag op de wereldtitel. 
Tijdens de Gemenebestspelen 2002 in Manchester veroverde Jones de gouden medaille op zowel de 100 als de 200 meter schoolslag, op de 50 meter schoolslag eindigde ze op de vierde plaats. Samen met Dyana Calub, Petria Thomas en Jodie Henry sleepte ze de gouden medaille in de wacht op de 4x100 meter wisselslag. In Yokohama nam de Australische deel aan de Pan Pacific kampioenschappen zwemmen 2002, op dit toernooi legde ze beslag op de zilveren medaille op de 200 meter schoolslag en eindigde ze als vierde op de 100 meter schoolslag. Op de 4x100 meter wisselslag veroverde ze samen met Calub, Thomas en Henry de gouden medaille.
Op de wereldkampioenschappen zwemmen 2003 in Barcelona zwom Jones in de halve finales, van de 100 meter schoolslag, een wereldrecord, in de finale bezweek ze onder de zenuwen en eindigde ze op de derde plaats. Op de 200 meter schoolslag veroverde ze de zilveren medaille en op de 50 meter schoolslag eindigde ze als vierde, op de 200 meter wisselslag strandde ze in de series. Samen met Giaan Rooney, Jessicah Schipper en Jodie Henry legde ze beslag op de bronzen medaille op de 4x100 meter wisselslag. 
In de maand voorafgaand aan de Olympische Zomerspelen van 2004 verbeterde de Australische in Brisbane het wereldrecord op de 200 meter schoolslag. In Athene sleepte Jones de zilveren medaille in de wacht op de 200 meter schoolslag en de bronzen medaille op de 100 meter schoolslag, op de 4x100 meter wisselslag veroverde ze samen met Giaan Rooney, Petria Thomas en Jodie Henry de gouden medaille.

### 2005-2008
Op de wereldkampioenschappen zwemmen 2005 in Montreal raakte de Australische in de halve finales van de 100 meter schoolslag haar wereldrecord kwijt aan de Amerikaanse Jessica Hardy. In de finale wist ze Hardy te verslaan en de wereldtitel binnen te slepen, op de 200 meter schoolslag greep ze, in een nieuw wereldrecord, haar tweede individuele wereldtitel. Samen met Sophie Edington, Jessicah Schipper en Libby Lenton sleepte ze de wereldtitel in de wacht op de 4x100 meter wisselslag. Eind 2005 riep het Amerikaanse blad Swimming World Jones uit tot beste zwemster van 2005.
Tijdens de Gemenebestspelen 2006 in Melbourne veroverde Jones de gouden medaille op alle drie de schoolslagafstanden, 50, 100 en 200 meter. Op de 4x100 meter wisselslag sleepte ze samen met Edington, Schipper en Lenton haar vierde gouden medaille van het toernooi in de wacht. 
In Melbourne nam de Australische deel aan de wereldkampioenschappen zwemmen 2007, op dit toernooi wist ze met succes haar wereldtitels op de 100 en de 200 meter schoolslag te verdedigen en sleepte ze de zilveren medaille in de wacht op de 50 meter schoolslag. Op de 4x100 meter wisselslag legde ze samen met Emily Seebohm, Jessicah Schipper en Libby Lenton beslag op de wereldtitel.
Tijdens de Olympische Zomerspelen van 2008 in Peking veroverde Jones eindelijk de gouden medaille op de 100 meter schoolslag, op de 200 meter schoolslag werd ze verrassend verslagen door de Amerikaanse Rebecca Soni. Samen met Emily Seebohm, Jessicah Schipper en Libby Trickett sleepte ze de gouden medaille in de wacht op de 4x100 meter wisselslag.

### 2009-heden
Op de Pan Pacific kampioenschappen zwemmen 2010 in Irvine veroverde Jones de zilveren medaille op zowel de 100 als de 200 meter schoolslag, daarnaast mocht ze het brons in ontvangst nemen op de 50 meter schoolslag. Op de 4x100 meter wisselslag legde ze samen met Emily Seebohm, Alicia Coutts en Yolane Kukla beslag op de zilveren medaille. Tijdens de Gemenebestspelen 2010 in Delhi won de Australische voor de derde keer op rij de gouden medaille op zowel de 100 als de 200 meter schoolslag, op de 50 meter schoolslag moest ze met het zilver genoegen nemen. Samen met Emily Seebohm, Jessicah Schipper en Alicia Coutts sleepte ze de gouden medaille in de wacht op de 4x100 meter wisselslag. In Dubai nam Jones deel aan de wereldkampioenschappen kortebaanzwemmen 2010. Op dit toernooi legde ze, op de 100 meter schoolslag, beslag op de zilveren medaille, daarnaast strandde ze in de series van de 100 meter wisselslag. Op de 4x100 meter wisselslag veroverde ze samen met Rachel Goh, Felicity Galvez en Marieke Guehrer de bronzen medaille.
Op de wereldkampioenschappen zwemmen 2011 in Shanghai veroverde Jones de zilveren medaille op de 100 meter schoolslag, op de 50 meter schoolslag eindigde ze op de zesde plaats. Samen met Belinda Hocking, Alicia Coutts en Merindah Dingjan sleepte ze de bronzen medaille in de wacht op de 4x100 meter wisselslag.
Tijdens de Olympische Zomerspelen van 2012 in Londen eindigde de Australische als vijfde op de 100 meter schoolslag, op de 4x100 meter wisselslag legde ze samen met Emily Seebohm, Alicia Coutts en Melanie Schlanger beslag op de zilveren medaille. Op 16 november 2012 maakte Jones bekend te stoppen met zwemmen.

## Internationale toernooien
| Jaar | Olympische Spelen                                     | WK langebaan                                                                                    | WK kortebaan                                              | PanPacs                                                                | Gemenebestspelen                                                          |
| ---- | ----------------------------------------------------- | ----------------------------------------------------------------------------------------------- | --------------------------------------------------------- | ---------------------------------------------------------------------- | ------------------------------------------------------------------------- |
| 2000 | 100m schoolslag · 4x100m wisselslag                   |                                                                                                 | geen deelname                                             |                                                                        |                                                                           |
| 2001 |                                                       | 100m schoolslag · 4e 200m schoolslag · 4x100m wisselslag                                        |                                                           |                                                                        |                                                                           |
| 2002 |                                                       |                                                                                                 | geen deelname                                             | 4e 100m schoolslag · 200m schoolslag · 4x100m wisselslag               | 4e 50m schoolslag · 100m schoolslag · 200m schoolslag · 4x100m wisselslag |
| 2003 |                                                       | 4e 50m schoolslag · 100m schoolslag · 200m schoolslag · 32e 200m wisselslag · 4x100m wisselslag |                                                           |                                                                        |                                                                           |
| 2004 | 100m schoolslag · 200m schoolslag · 4x100m wisselslag |                                                                                                 | geen deelname                                             |                                                                        |                                                                           |
| 2005 |                                                       | 100m schoolslag · 200m schoolslag · 4x100m wisselslag                                           |                                                           |                                                                        |                                                                           |
| 2006 |                                                       |                                                                                                 | geen deelname                                             | geen deelname                                                          | 50m schoolslag · 100m schoolslag · 200m schoolslag · 4x100m wisselslag    |
| 2007 |                                                       | 100m schoolslag · 200m schoolslag · 4x100m wisselslag                                           |                                                           |                                                                        |                                                                           |
| 2008 | 100m schoolslag · 200m schoolslag · 4x100m wisselslag |                                                                                                 | geen deelname                                             |                                                                        |                                                                           |
| 2009 |                                                       | geen deelname                                                                                   |                                                           |                                                                        |                                                                           |
| 2010 |                                                       |                                                                                                 | 100m schoolslag · 27e 100m wisselslag · 4x100m wisselslag | 50m schoolslag · 100m schoolslag · 200m schoolslag · 4x100m wisselslag | 50m schoolslag · 100m schoolslag · 200m schoolslag · 4x100m wisselslag    |
| 2011 |                                                       | 6e 50m schoolslag · 100m schoolslag · 4x100m wisselslag                                         |                                                           |                                                                        |                                                                           |
| 2012 | 5e 100m schoolslag · 4x100m wisselslag                |                                                                                                 | geen deelname                                             |                                                                        |                                                                           |

## Persoonlijke records
Bijgewerkt tot en met 15 november 2009

### Kortebaan
| Afstand         | Tijd    | Datum            | Plaats  |
| --------------- | ------- | ---------------- | ------- |
| 50m schoolslag  | 29,78   | 15 november 2009 | Berlijn |
| 100m schoolslag | 1.03,00 | 14 november 2009 | Berlijn |
| 200m schoolslag | 2.15,42 | 15 november 2009 | Berlijn |

### Langebaan
| Afstand         | Tijd    | Datum           | Plaats    |
| --------------- | ------- | --------------- | --------- |
| 50m schoolslag  | 30,55   | 17 maart 2006   | Melbourne |
| 100m schoolslag | 1.05,09 | 20 maart 2006   | Melbourne |
| 200m schoolslag | 2.20,54 | 1 februari 2006 | Melbourne |